# Kilianstädten

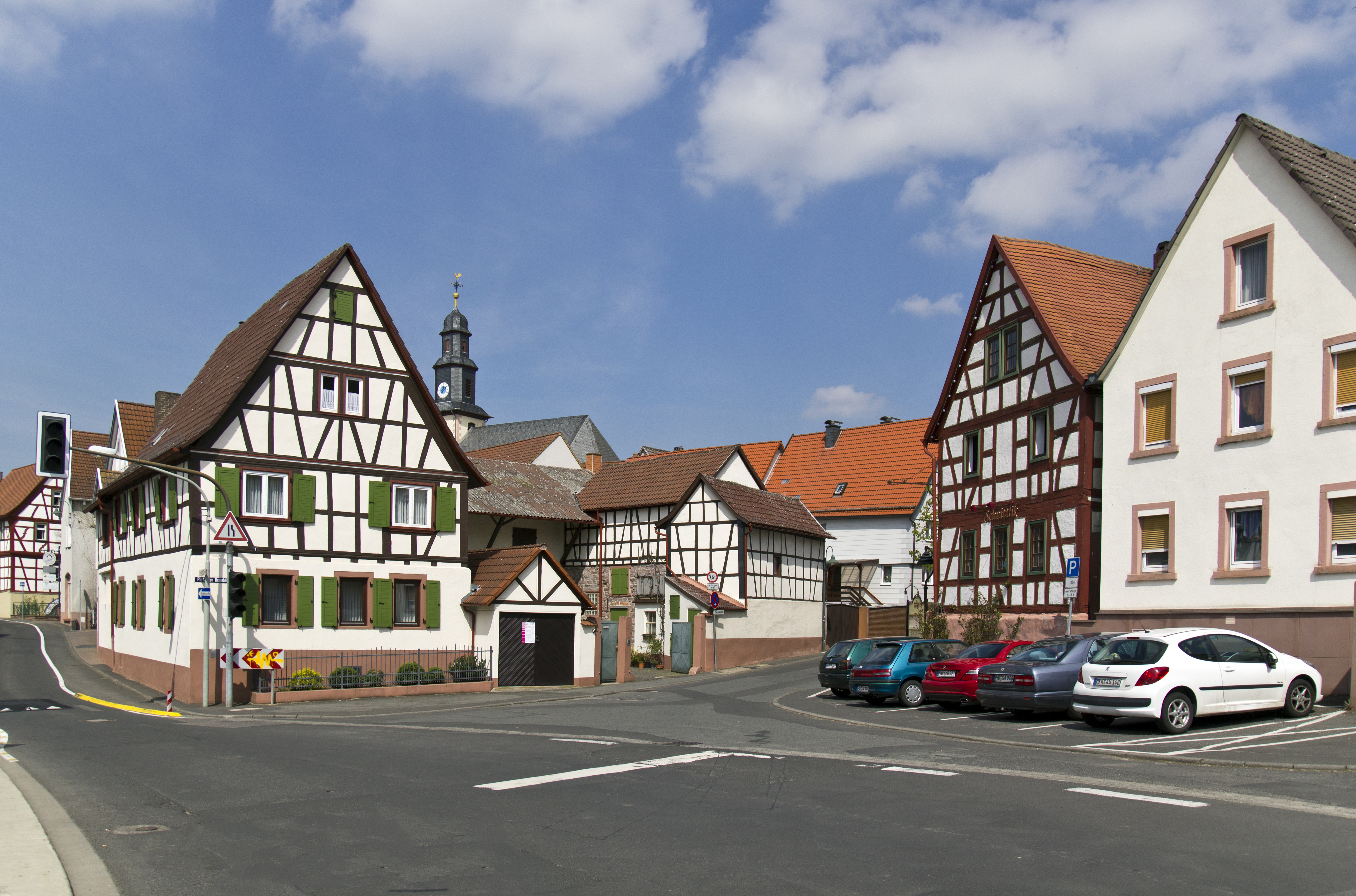
Blick vom Platz der Republik auf den alten Ortskern

Kilianstädten ist ein Ortsteil der Gemeinde Schöneck im osthessischen Main-Kinzig-Kreis und Sitz der Gemeindeverwaltung.

## Geografische Lage
Kilianstädten liegt am Rande der Wetterau an der Nidder, kurz vor deren Mündung in die Nidda, auf einer Höhe von 141 m über NN, 8,5 km nordöstlich von Bad Vilbel.

## Geschichte

### Jungsteinzeit
Das Gebiet der heutigen Gemarkung von Kilianstädten war bereits vor mehr als 7000 Jahren während der Jungsteinzeit besiedelt, und zwar von den Angehörigen der frühesten bäuerlichen Gesellschaft Mitteleuropas, den nach ihren Verzierungen an keramischen Gefäßen mit einem Bandmuster aus eckigen, spiral- oder wellenförmigen Linien benannten Linearbandkeramikern. Im Bereich Neuer Weg / Ortsumgehung L3008 wurden beispielsweise Hinweise auf mindestens 18 nach und nach entstandene Langhäuser der Linearbandkeramiker gefunden. Von besonderer wissenschaftlicher Bedeutung war 2006 die Entdeckung des Massakers von Kilianstädten, bei dem mindestens 26 jungsteinzeitliche Kinder und Erwachsene durch stumpfe Gewalt und Pfeilverletzungen getötet und anschließend achtlos in einem Massengrab abgelegt wurden.

### Mittelalter
Die älteste erhaltene urkundliche Erwähnung des Dorfes stammt aus dem Jahr 839. Seit dem Mittelalter gehörte Kilianstädten zum Gebiet der Herrschaft und späteren Grafschaft Hanau, ab 1458: Grafschaft Hanau-Münzenberg, und hier zum Amt Büchertal. Der älteste urkundliche Nachweis für die Zugehörigkeit zu Hanau stammt von 1326.
1302 wurde erstmals ein eigener Pfarrer genannt. Das Patronat lag bei den Herren von Reinberg als isenburgischen Lehensmannen. Letztere waren auch Inhaber des Hofgerichts in Kilianstädten und wurden in dieser Funktion später von denen von Auerochs abgelöst. Im 16. Jahrhundert war das Patronat dann zwischen Reinberg und Brauneck strittig. Kirchliche Mittelbehörde war vor der Reformation das Archidiakonat des Propstes von St. Maria ad Gradus in Mainz, Landkapitel Roßdorf.

### Historische Namensformen

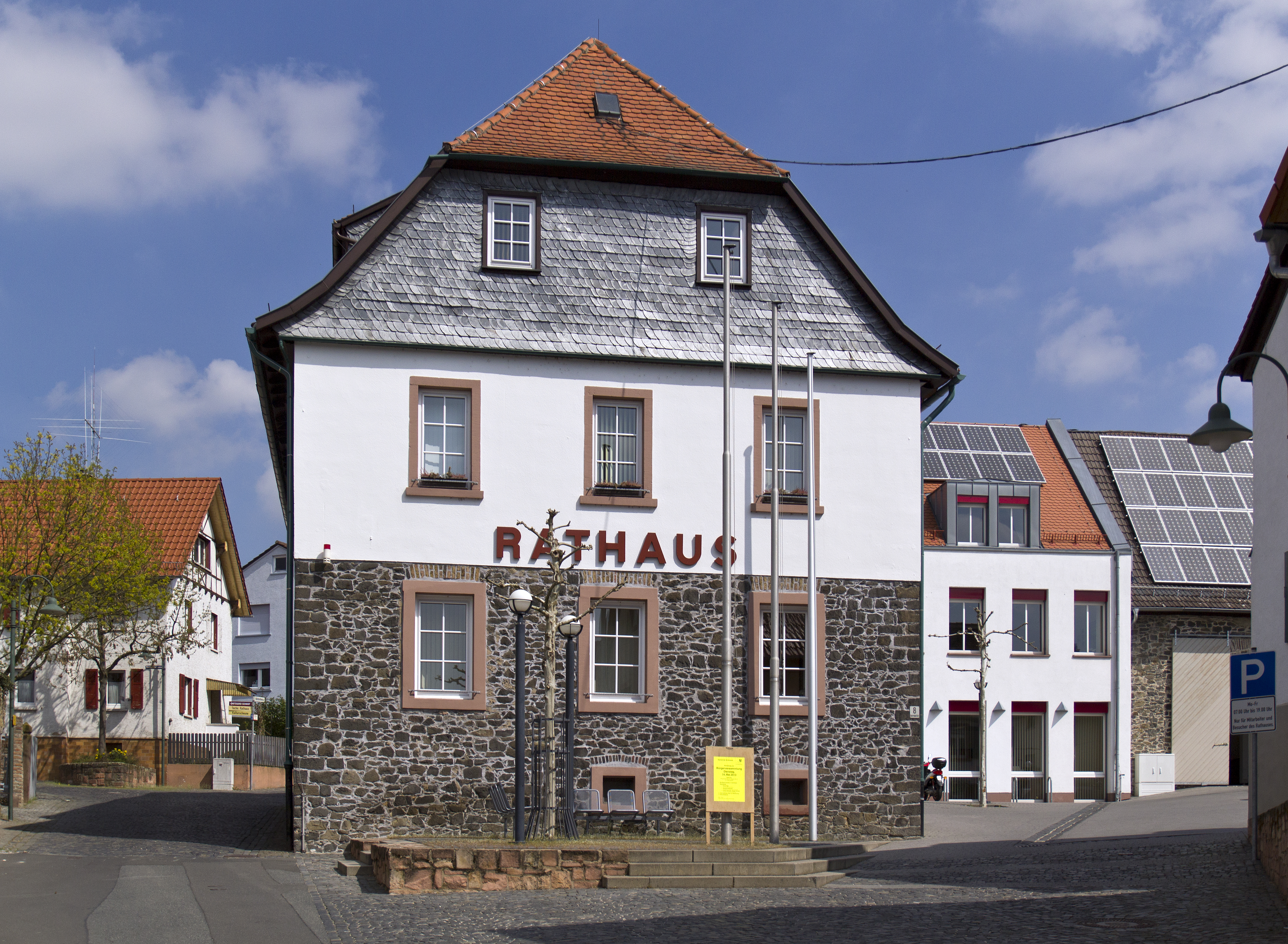
Rathaus

- Stetin (839)
- Kilionsteiden (1290)
- Kyliansteden (1302)

### Neuzeit
Die Reformation setzte sich in der Grafschaft Hanau-Münzenberg in der Mitte des 16. Jahrhunderts zunächst in ihrer lutherischen Ausprägung durch. In einer „zweiten Reformation“, wurde die Konfession der Grafschaft Hanau-Münzenberg erneut gewechselt: Graf Philipp Ludwig II. verfolgte ab 1597 eine entschieden reformierte Kirchenpolitik. Er machte vom Jus reformandi Gebrauch, seinem Recht als Landesherr, die Konfession seiner Untertanen zu bestimmen, und setzte dies für die Grafschaft weitgehend als verbindlich durch, so auch in Kilianstädten. Kirchliche Oberbehörde war nun das Konsistorium in Hanau, Mittelbehörde der Pfarrer von Windecken.
Nach dem Tod des letzten Hanauer Grafen, Johann Reinhard III., 1736 erbte Landgraf Friedrich I. von Hessen-Kassel aufgrund eines Erbvertrages aus dem Jahr 1643 die Grafschaft Hanau-Münzenberg und damit auch das Amt Büchertal und Kilianstädten. 1803 wurde die Landgrafschaft Hessen-Kassel zum Kurfürstentum Hessen erhoben. Während der napoleonischen Zeit stand das Amt Büchertal ab 1806 unter französischer Militärverwaltung, gehörte 1807–1810 zum Fürstentum Hanau und dann von 1810 bis 1813 zum Großherzogtum Frankfurt, Departement Hanau. Anschließend fiel es wieder an das Kurfürstentum Hessen zurück. Nach der Verwaltungsreform des Kurfürstentums Hessen von 1821, im Rahmen derer Kurhessen in vier Provinzen und 22 Kreise eingeteilt wurde, ging das Amt Büchertal im neu gebildeten Kreis Hanau auf.
Im Zuge der Gebietsreform in Hessen entstand die Gemeinde Schöneck am 31. Dezember 1970 durch den freiwilligen Zusammenschluss der zuvor eigenständigen Gemeinden Büdesheim, Kilianstädten und Oberdorfelden.
Für Kilianstädten wie für alle ehemals eigenständigen Gemeinden von Schöneck wurde ein Ortsbezirk mit Ortsbeirat und Ortsvorsteher nach der Hessischen Gemeindeordnung gebildet.

### Einwohnerentwicklung

Einwohnerentwicklung von 1754 bis 2012

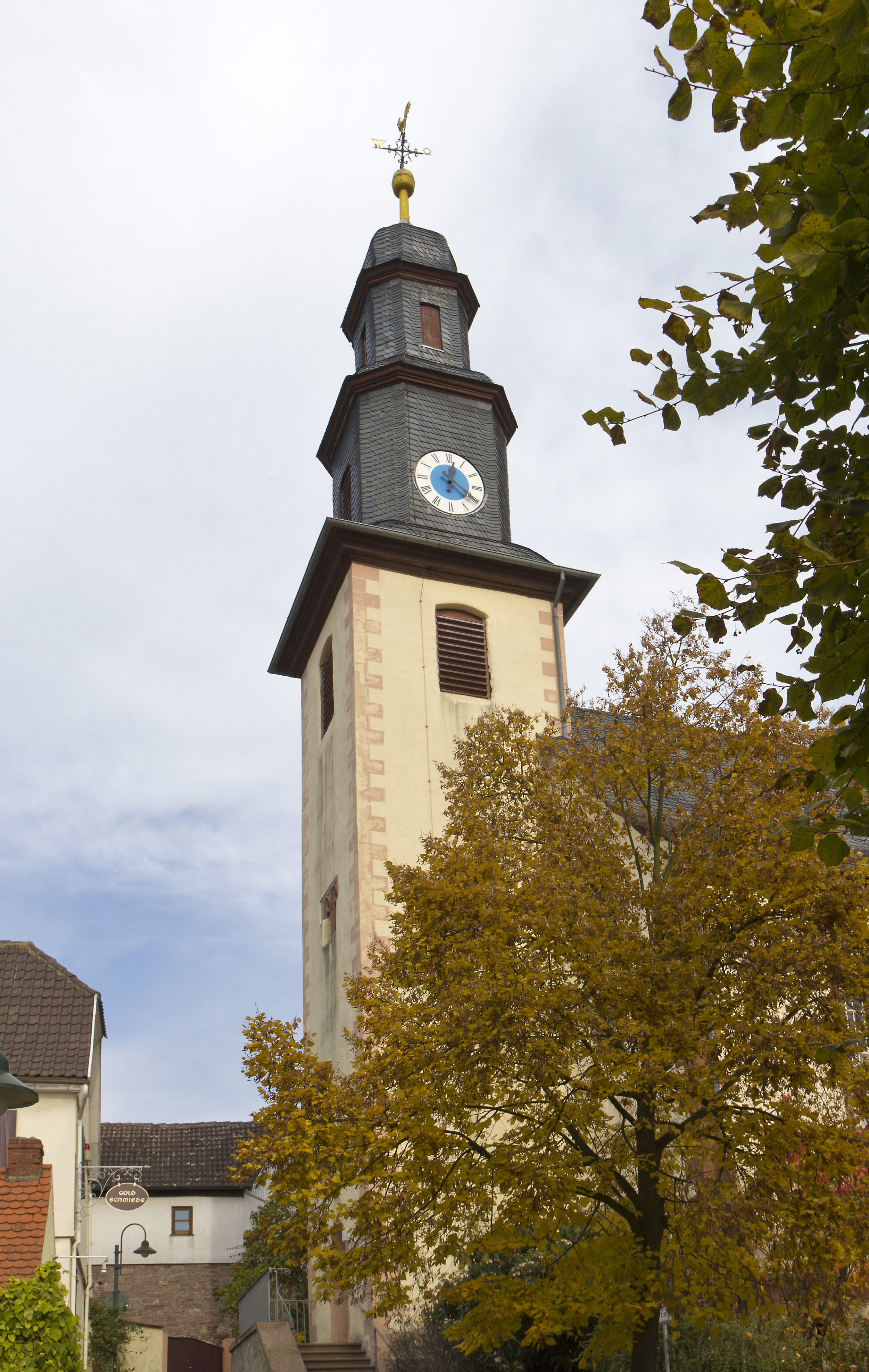
Evangelische Kirche

- 1587: 0049 Schützen, 22 Spießer
- 1632: 0077 Familien[8]
- 1707: 0070 Familien
- 1754: 0093 Familien = 435 Einwohner
- 1895: 1302 Einwohner
- 1939: 1899 Einwohner
- 1961: 2984 Einwohner
- 1970: 4580 Einwohner
- 2012: 6102 Einwohner

## Wappen
Im November 1953 wurde der Gemeinde das Führen eines Wappens genehmigt.

## Kultur und Sehenswürdigkeiten
Am westlichen Ortsrand befand sich eine Mühle an einem von der Nidder abzweigenden Mühlgraben.
Im Ortsteil Kilianstädten besteht seit 1933 der Fußballverein SV Kilianstädten 1933 e. V.

## Wirtschaft und Infrastruktur

### Verkehr
Die Landesstraßen 3008 und 3009 treffen sich im Ort. 
Kilianstädten liegt an der Bahnstrecke Bad Vilbel–Stockheim, der sogenannten Niddertalbahn, wo sich ein Haltepunkt befindet.

### Windpark Gelber Berg
Nahe dem Ort befindet sich der Windpark Gelber Berg. Er wurde im Juni 2010 in Betrieb genommen und besteht aus vier Windkraftanlagen des Typs Enercon E-82 mit einer Nabenhöhe von 138 m und einer Nennleistung von 2 MW. Die verwendeten Anlagen zählten zum Zeitpunkt der Inbetriebnahme neben mehreren baugleichen Anlagen zu den höchsten Windkraftanlagen in Hessen. Betrieben wird der Windpark von der DIF Renewable Energy BV, einer europaweit tätigen Investmentgesellschaft im Bereich Windenergie. Zusammen mit drei weiteren Anlagen auf dem Galgenberg deckten bereits diese rechnerisch zu 100 % den Stromverbrauch der Gemeinde Schöneck. Seit Juni 2013 sind im Windpark auf dem Galgenberg noch zwei leistungsstärkere Anlagen des Typs Enercon E-101 nach rund einjähriger Bauzeit in Betrieb. Betreiber ist die  Naturenergie Main-Kinzig GmbH als Tochterunternehmen der Kreiswerke Main-Kinzig.

### Bildung
In Kilianstädten gibt es eine Grundschule und vier Einrichtungen für kleine Kinder (Kindergärten etc.).